# Uchu Kubo Blue Noah
Uchu Kubo Blue Noah (яп. 宇宙空母ブルーノア утю кубо буру ноа) — японский аниме-сериал, выпущенный студией Office Academy. Впервые транслировался по телеканалу Yomiuri TV с 13 октября 1979 года по 30 марта 1980 года. Первые четыре серии были перемонтировали в тв-спешл длиной 90 минут для рекламы сериала.
Оно было выпущено в Америке West Cape Corporation под названием Thundersub. Сериал был дублирован на итальянском и арабском языках.

## Сюжет
В 2022 году планету Готам, расположенную около 30 световых лет от Земли, уничтожает чёрная дыра. Однако гениальный учёный Дзутель создаёт космический корабль, который вмещает до 2 миллионов человек. Проходит 30 лет, и готамский корабль находит первую планету, пригодную для жизни — Землю. Они отправляют искусственные метеоры с экспедицией на планету и быстро устанавливают, что планета заселена разумными существами.
Тем временем люди стали изучать фрагменты искусственных метеоритов и быстро пришли к выводу, что это инопланетные технологии. Это взбудораживает весь научный и политический мир на Земле, начинаются бурные дискуссии и обсуждения дальнейших шагов. Готамцы узнают об этом и пользуясь ситуацией, когда внимание человечества усыплено, решают напасть на Землю, уничтожив множество городов, в том числе исследовательские базы N2 и N8. В одном из научных центров доктор Коллинс во время атаки перед своей смертью дал сыну кулон и попросил не забывать слово — «Ураган» и сказал, что последняя надежда человечества находится в базе N1.
За один день инопланетяне уничтожают 90 % населения. На Земле начинаются массовые катаклизмы, торнадо, землетрясения, оставшиеся в живых люди бегут в горы. За несколько дней инопланетяне строят серии морских крепостей, которые вырабатывают энергию из морской воды.
Колин Коллинс (яп. 日下 真 Кусака Син) попадает в базу N1, где находит огромную подводную лодку «Ной». Колин и его соратники начинают путешествовать в подводном мире и периодически сражаться с готамскими кораблями, одерживая ряд побед. Однако главные герои узнают о том, что готамцы строят на северном и южном полюсах некие объекты, которые изменят гравитацию и магнитное поле Земли, чтобы изменить её климат и сделать благоприятным для готамцев, однако неблагоприятным для земных организмов, в таком случае все люди вымрут. Главные герои предпринимают попытки уничтожить объекты, и им удаётся уничтожить объект на южном полюсе.
«Ной» в то же время еще не был завершен и для окончания его постройки требуется доставить его на другие точки. После завершения он может быть отправлен в космос. После чего команда начинает вести борьбу против готамцев уже в открытом космосе. Во время финальной битвы им удаётся разгромить основные силы противника, главный космический корабль готамцев разрушается, и история их цивилизации заканчивается. Земля медленно восстанавливается, капитан корабля «Ной», погибший во время финальной битвы, становится национальным героем, а Колин и Анна женятся.

## Роли озвучивали
- Тору Фуруя — Син Кусака / Колин Коллинс
- Тиёко Кавасима — Кэй Домон
- Хидэкацу Сибата — командор Домон
- Масато Ибу — капитан Симидзу
- Акира Мураяма — Хироси Идзуми
- Сигэру Тиба — Митиро Тамура
- Кан Токумару — Кацухико Миёси
- Хидэюки Хори — Тацуя Иноуэ
- Хироси Отакэ — Кэнта
- Масахару Сато  — Сеидзи Мацугира
- Тосио Фурукава — Доменико
- Итиро Мидзуки — Сё Хидака
- Кейко Ямамото — Саёко Сакурамати
- Макио Иноуэ — Юргенс
- Рё Исихара — голос за кадром

## Критика
После выхода аниме получило плохую репутацию из-за его схожести с вышедшим ранее Space Battleship Yamato, которому оно во многом уступило. Но после мирового релиза был хорошо встречен в таких странах, как Италия и Канада.
В начале полнометражного анимационного фильма 2009 года Space Battleship Yamato: Resurrection появляется корабль под названием Blue Noah. Он является флагманом земного иммиграционного флота.